# 生活書社
22°26′39″N 114°02′02″E / 22.444087°N 114.033830°E
生活書社（英語：Living Bookspace）是香港的一間獨立書店，位於元朗鳳攸北街5-7號順豐大廈39號地舖，由社運人士鍾耀華及葉泳琳於2016年創立。成立書店的想法來自葉泳琳在台灣看到有許多在販賣書籍的同時亦兼售不同種類的農產品的「田園式書店」，並於2015年開始向這個理念進發，不少人慷慨捐出舊書以助他們營業。
書店的木製書架和木凳均採用回收物料。除了售賣二手書籍外，亦有售賣不同類型的生活雜貨。同時，他們會帶一些二手書籍於元朗不同地方「擺地攤」。在2018年3月至2019年4月間，該社在港澳地區的網絡聲量為香港獨立書店之中排名第一。在2019年中反對逃犯條例修訂草案運動爆發，他們亦有所關注，並多次參與相關抗爭活動。

## 理念與政治立場
社運不是跟生活那麼割離，除了只是叫上班族關注這些議題外，我們本身又可不可以視生活就是社運，行動實踐多過文字？——葉泳琳，立場新聞訪問
該社主理人視書店為「生活就是社運」的空間，以書為工具，從街市中的小店的開始，探索改變社會的可能性:121。
及自2019年中反對逃犯條例修訂草案運動爆發，他們亦有所關注，並多次參與相關抗爭活動，如於2019年6月12日響應「三罷」，該日暫停營業一天；而2019年香港書展中，「三中書商」繼續在書展中獲安排於人流最高的大型攤位展出，令他們覺得大眾更要看到世上「刻意不讓人看見的東西」（即香港獨立書店與不能在「三中商」上架的政治書籍）。

## 歷史
2014年，當時仍為嶺南大學學生的葉泳琳曾到台灣擔當一個學期的交換生，發現當地有著不少「田園式書店」，在販賣書籍的同時亦兼售不同種類的農產品，令葉氏有所啟發，有意在香港採用類近概念。被稱為「學聯五子」之一的鍾耀華在聽過葉氏的想法後，二人便視此為其「共同理念」，有意為香港本土的不同產業（包括農業）和可持續發展帶來貢獻，於是二人便於2015年著手籌備這個大計:120。但考慮當時大橋街市正有舖位出租，且租金低廉，於是二人租下該處的一個舖位，並開始向上述理念進發。:124-125
然而，這個想法曾一度被鍾氏質疑，因為在他眼中，也有其他地方可以作為書店的候選地點，但葉氏卻認為除了街市之外，不可能找到任何「另類選擇」。確定於街市開業後，二人便開始籌備工作。據葉氏介紹，籌備工作大致分為三個階段：先透過已有的人際網絡，向他們表達自己的想法，並表示若果願意的話，可以將一些不要的書籍交予之；與此同時，二人亦搜羅不同類型的生活雜貨或任何在他們眼中想售賣的產品。最後一環，便是店舖的裝修—在他們眼中，裝修不必繁花似錦，重點在於要配合二人本身的期望與生活節奏而建。:146
2016年7月8日，書店在元朗大橋街市成立，其時店舖面積僅有約30平方呎:121。原址於2018年2月結業，該時已決定會繼續營辦，但仍未決定新址地點。其時，該社亦曾舉辦活動，鼓勵客人與主理人分享經歷。書店於2018年4月底遷至鳳攸北街5-7號順豐大廈39號地舖繼續經營:75。
然而，好景不常。2021年4月，該社在社交媒體專頁上表示，由於租約期滿，位於順豐大廈的店舖於同年5月18日後結束營業。至於會否另覓新址，現時仍為未知之數。

## 店舖特色
生活書社作為香港云云獨立書店之一，其店內蘊含了一些特色，當中包括書架等所採用的物料與營運模式。
舊址的木製書架為採用回收物料（當中包括於大橋街市外所拾的棄置木箱，又或是舊酒箱或卡板），但礙於主理人對於製作書架的經驗不足（縱使他們曾經向古洞「志記鎅木廠」的權哥請教:139）而曾被路過的市民指責，最後只得由其他檔主協助下製成:125；而小板凳亦同為木造，由主理人於古洞「志記鎅木廠」親手製作:139，並一直沿用至現址。
而該社除了售賣二手書籍外（亦有一些台灣出版書籍），亦有售賣不同類型的生活雜貨，如環保月事用品、茶粉等。雖然有人會質疑書店售賣這些物品是否為主理人幫補店舖收入，但根據該社主理人之一葉泳琳表示，此舉實為希望在書店之中萌生另一種選擇，扭轉人們「到書店只能買書」的想法:140-141。

## 書店活動
早於該社在大橋街市的時候，他們曾經不時帶同一些二手書籍於元朗不同地方「擺地攤」，以「自由定價」方式販賣的同時，亦與當區居民互動，甚至邀請有興趣的人士一起「擺檔」:74-75。
而在2018年8月，該社曾舉辦名為「與生活書社交個筆友」的筆友計劃，利用書店作為「郵箱」；當他們收到參加者的信件時，會以寫上參加者編號的木製夾子夾在收集該計劃信件的紙箱（又稱「郵箱」）上，「通知」參加者有信件可以收取。據該社主理人表示，他們發起此計劃只是找個活動來舉辦，模式亦正逐漸建立當中，並表示有意繼續推行計劃，但未有確實時間表。

## 各界關注
有鍳於鍾、葉二人皆為社會運動中的佼佼者，在學運界、社運界上本有一定名氣，故當二人宣佈要開展舊書店理想時，已得不少人慷慨捐出舊書以助他們營業:126，甚至成為文化、學術二界一時佳話。
且近年隨着「反三中商」話題逐漸成為大勢所趨、大眾書局關閉其於香港所有分店後，香港對於獨立書店（或稱「小型書店」）的關注度日漸提升，部份傳媒開始將該社在內等一些獨立書店列入推薦之列。
該社在網絡上的知名度亦為數一數二。據研究機構網路溫度計數據顯示，在2018年3月至2019年4月間，該社在港澳地區的網絡聲量為香港獨立書店之中排名第一，略高於另一間樓上書店序言書室。

## 外部連結
- 生活書社的Facebook專頁
- 生活書社的Instagram帳戶